# Elevator auto
Elevatoarele auto sunt echipamente destinate ridicării de autovehicule în scopul efectuării de intervenții de reparații, mentenanță sau inspecții asupra acestora. Elevatoarele auto sunt utilizate în service-uri și ateliere de reparații auto, ateliere de vulcanizare, showroom-uri și reprezentanțe auto, precum și de către persoane private, în garajele proprii.
Un elevator auto este o piesă specifică de echipament, care se diferențiază de un lift pentru vehicule atât prin funcționalitate, cât și prin scopul utilizării sale. Astfel, lifturile pentru autoturisme sunt utilizate pentru a ridica autovehiculele între etajele unei parcări sau chiar ale unui bloc de apartamente, având ca scop singular transportul acestora. Elevatoarele auto sunt utilizate în scopul efectuării de intervenții de reparații, mentenanță, inspecții sau pentru depozitarea vehiculelor ridicate pe ele, acestea nefiind niciodată utilizate pentru transportul acestora. Mecanismul lor de funcționare este complet diferit, elevatoarele auto fiind capabile să ridice vehiculele la o înălțime limitată, în timp ce lifturile auto pot transporta un vehicul la orice etaj al unei clădiri în care sunt proiectate să opereze.

## Istoric

### Înainte de automobile

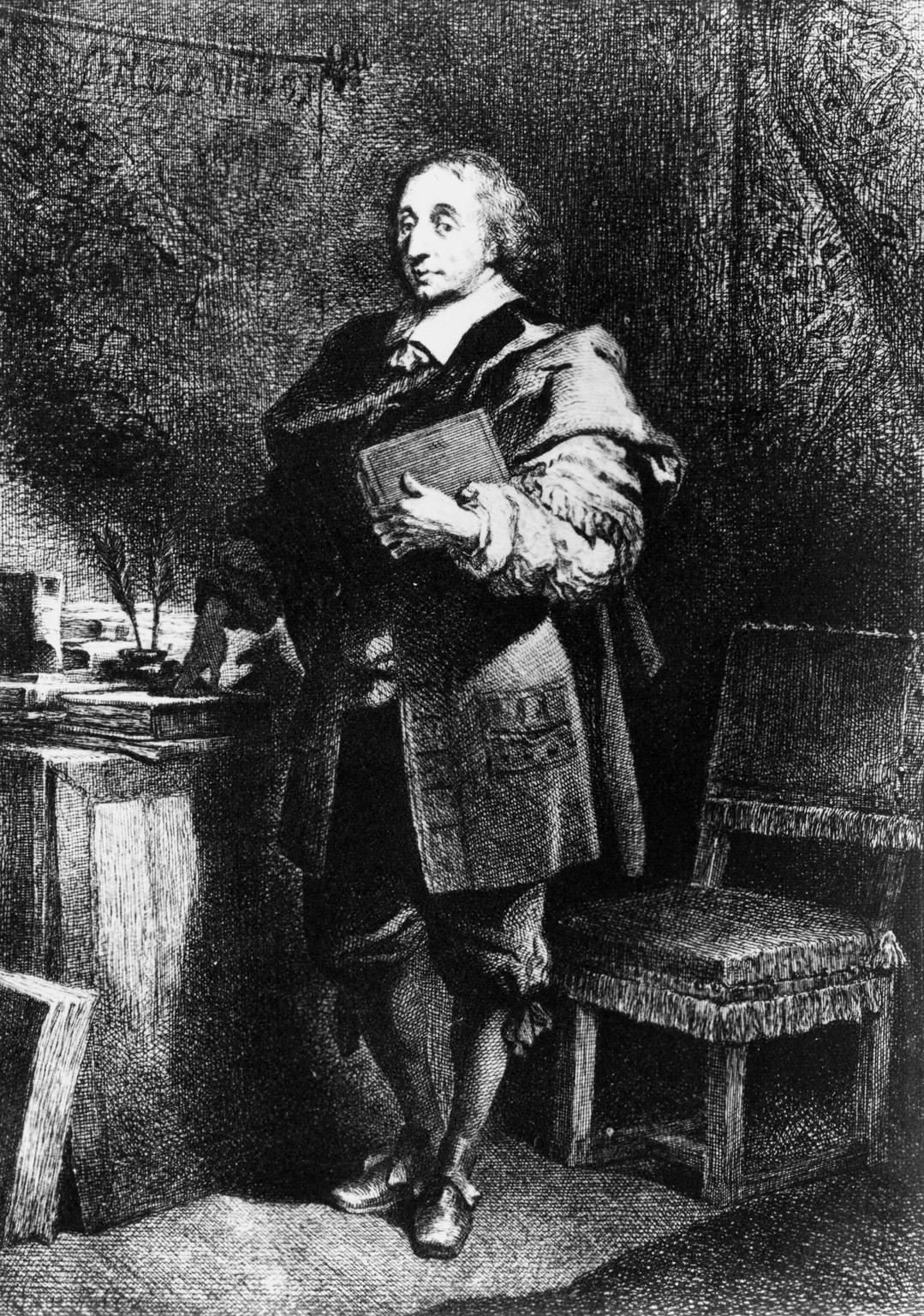
Blaise Pascal

Istoria elevatoarelor auto începe chiar înainte de invenția automobilului, în secolul XVII, odată cu descoperirile lui Blaise Pascal din domeniul hidrostaticii. Lucrarea sa „Tratat despre echilibrul lichidelor“ a formulat legea fundamentală a hidrostaticii, numită mai târziu Legea lui Pascal, punând bazele unei noi ramuri a științei. Aceste descoperiri importante ale lui Pascal au scos la lumină principii științifice importante, precum paradoxul hidrostatic, legea vaselor comunicante și principiul presei hidraulice. Printre invențiile sale din acest domeniu se numără și presa hidraulică, un aparat care utilizează presiunea hidraulică pentru a multiplica forța și care va sta mai târziu la baza invenției primelor cricuri hidraulice, iar mai târziu, a primelor elevatoare auto.

### Primele automobile și ateliere de reparații auto
Deși primele automobile au apărut în Europa către finalul secolului XVIII, aveau să treacă câteva decenii până la apariția primelor ateliere de reparații auto. Asta pentru că, la început, vehiculele erau produse de numeroși fabricanți, manual și în serii reduse, iar piesele de schimb erau rare și foarte greu de găsit. 

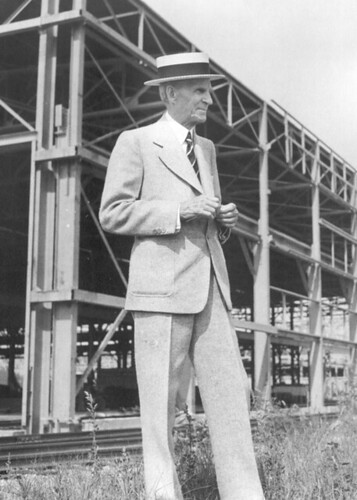
Henry Ford

Abia odată cu primele producții industrializate se schimbă această situație. Între 1910 și 1914, Henry Ford introduce producția de masă a autovehiculelor, cu liniile sale automatizate de asamblare, care au redus atât durata producției, cât și prețul autovehiculelor sale. Acest lucru a dus la avântul pieței de automobile și răspândirea acestora în rândul populației generale. De asemenea, izbucnirea Primului Război Mondial a generat un avânt și mai mare al producției de automobile, iar la sfârșitul acestuia, între anii 1919 și 1920, mii de automobile din surplusul armatei și-au făcut apariția pe piață.
În anii 1920, automobilele devin o prezență comună. Datorită producției industrializate utilizate de fabricanți precum Ford, care foloseau piese standardizate, interșanjabile, este posibilă nașterea industriei de reparații auto. Aflată încă la începuturi timide, industria de reparații auto a primit un impuls puternic din partea marii crize economice din anul 1929, perioadă ce i-a făcut pe proprietarii de automobile să aștepte mai mult timp înainte de a-și schimba vehiculul, orientându-se astfel către atelierele de reparații pentru prelungirea vieții acestora. 
În consecință, în perioada interbelică industria de reparații auto și-a câștigat locul pe piață și a rămas o componentă esențială a industriei de automobile, progresul său mergând mână în mână cu progresul industriei producătoare de mașini. Această relație de simbioză se păstrează până în prezent când putem observa cu ușurință felul în care orice schimbare în modul de proiectare sau funcționare al automobilelor antrenează și o schimbare în echipamentele și uneltele utilizate pentru depanarea lor. 

### Primele elevatoare auto
Istoria elevatoarelor auto începe efectiv în anul 1925, în Memphis, Tennessee, mulțumită lui Peter Lunati. Peter Lunati a crescut lucrând ca mecanic auto la începutul secolului XX, iar după întoarcerea sa din Primul Război Mondial, acesta și-a deschis propriul atelier de reparații auto. La scurt timp după asta, Lunati a început să observe că lucrul la vehicule folosind rampe și gropi auto era lent și ineficient, motiv pentru care acesta a început să se gândească la soluții pentru remedierea acestei probleme.
Ideea creării primului elevator auto i-a venit în timpul unei vizite la frizer, când a observat cât de ușor îi era frizerului să ridice și să manevreze scaunul pe care el stătea. Plecând de la această idee, Peter Lunati a proiectat și construit în 1925 primul său model de elevator auto hidraulic, pe care l-a denumit „Rotary”, datorită capacității sale de a se roti la un unghi de 360°. Aceasta era o funcție ce ar fi considerată inutilă în prezent, dar care era foarte importantă pentru munca la vehiculele de la acea vreme, întrucât multe dintre ele erau în continuare proiectate fără marșarier. În consecință, datorită capacității sale de a se roti la 360°, un vehicul fără marșarier putea fi urcat pe elevator, iar apoi repoziționat cu ușurință pentru ieșirea din atelier.
Elevatorul lui Lunati utiliza un cilindru central asupra căruia era montată o platformă cu două traverse pe care era condus vehiculul înainte de ridicare. Astfel, putem spune că primul model de elevator auto a fost un elevator îngropat, deși elevatorul lui Lunati era foarte diferit de elevatoarele îngropate din prezent. Acest elevator utiliza un motor extern pentru a pompa lichid hidraulic în angrenajul de ridicare, motiv pentru care acest elevator necesita instalații de țevi și eforturi de mentenanță considerabile, mărind complexitatea designului. Cu toate deficiențele sale, acest prim model de elevator auto a dat naștere unui val de inovații în industria de reparații, inovații care aveau să perfecționeze și să îmbunătățească elevatorul lui Lunati, dând naștere la noi tipuri și modele de elevatoare, din ce în ce mai puternice și mai eficiente. Astfel, inventatorii și fabricanții din domeniu au descoperit curând că plasarea motorului în interiorul cilindrului de ridicare înlătura nevoia de instalare a unor țevi externe și simplifica designul general al elevatorului.
Din acel moment, elevatoarele auto au cunoscut numeroase modificări și îmbunătățiri, lucru care a dus la apariția unei mari varietăți de modele, diferite atât prin funcționalitate, cât și prin capacitatea lor de ridicare. În 1989 a fost patentat un model de elevator foarfecă hidraulic, iar în anii 2000 și-a făcut apariția pe piață o platformă hidraulică de ridicare cu 4 coloane, capabilă să lucreze cu numeroase tipuri de vehicule de diferite greutăți și dimensiuni.
Dacă în trecut groapa mecanicului și cricul erau principalele echipamente utilizate pentru a obține acces la partea inferioară a unui vehicul, în prezent lucrurile stau foarte diferit, mecanicii putând alege între 5 categorii generale diferite de elevatoare auto și sute de modele, fiecare dintre ele cu propriile avantaje și dezavantaje.

### Tipuri de elevatoare auto
În funcție de modul lor de utilizare, capacitatea lor de ridicare și funcționalitatea lor, elevatoarele auto pot fi împărțite în 5 categorii principale:
- Elevatoare auto 4 coloane
- Elevatoare auto 2 coloane
- Elevatoare auto 1 coloană
- Elevatoare foarfecă
- Elevatoare îngropate

#### Elevatoare 4 coloane
Elevatoarele 4 coloane se numără printre cele mai puternice tipuri de elevatoare prezente pe piața echipamentelor auto, având o capacitate de ridicare ce poate ajunge chiar până la 20.000 de kilograme. Acestea sunt echipamente foarte versatile ce pot fi utilizate atât pentru a ridica autoturisme, SUV-uri și alte vehicule de tonaj redus, cât și vehicule mai grele, cum sunt dubele de transport, furgonetele sau chiar camioanele și TIR-urile. 
Elevatoarele cu 4 coloane sunt prevăzute cu 2 traverse rezistente, pe care este condus vehiculul înainte de operațiunea de ridicare, acestea neavând brațe sau alte elemente de susținere. Cele 4 coloane ale elevatorului funcționează în tandem, ridicând de la roți vehiculul plasat pe traversele de oțel. Aceste elevatoare pot fi utilizate atât pentru intervenții de reparații și mentenanță, cât și pentru stocarea și depozitarea vehiculelor într-un atelier sau garaj auto. 

#### Elevatoare 2 coloane
Elevatoarele 2 coloane sunt echipamente de ridicare fiabile și eficiente, numărându-se printre cele mai populare tipuri de echipamente de ridicare, în special în service-uri și ateliere de reparații auto. Acestea au o putere mai redusă decât elevatoarele cu 4 coloane, capacitatea lor de ridicare fiind cuprinsă între 3000 și 6500 de kg, însă sunt mai rapide, mai ușor de folosit și ocupă mult mai puțin spațiu în atelierul de lucru. De asemenea, eforturile necesare pentru mentenanța unui elevator cu 2 coloane sunt mai reduse decât cele pentru unul de 4 coloane, dat fiind modul de funcționare al mecanismelor sale de ridicare.  
Aceste elevatoare utilizează 2 coloane pentru a ridica un vehicul, ridicare făcându-se de la șasiu, cu ajutorul a 4 brațe, fixate 2 câte 2 pe fiecare coloană, brațe care trebuie poziționate în punctele de ridicare prevăzute de producătorul vehiculului. Cele 2 coloane ale unui elevator cu 2 coloane sunt fixate în podeaua atelierului cu ajutorul unor ancore puternice, care vor asigura stabilitatea angrenajului de ridicare pe tot parcursul operării.
În funcție de felul în care sunt poziționate brațele, coloanele și de plasamentul centrului de greutate al vehiculului, elevatoarele cu 2 coloane se împart, la rândul lor, în elevatoare simetrice și elevatoare asimetrice. Deosebirea principală dintre acestea este legată de felul în care sunt proiectate coloanele și brațele elevatorului. Astfel, dacă în cazul unui elevator simetric cele două coloane sunt plasate față în față (simetric), în cazul unui elevator asimetric, cele două coloane sunt rotite la un unghi cuprins între 30° și 45°, în funcție de marca și modelul elevatorului. De asemenea, există diferențe și între brațele celor 2 tipuri de elevatoare. În cazul elevatoarelor simetrice, toate cele 4 brațe folosite pentru ridicare au o lungime egală, în timp ce în cazul elevatoarelor asimetrice, brațele din față sunt mai scurte, iar cele din spate mai lungi. Astfel, poziționarea unui vehicul pe un elevator simetric se face la un raport de 50-50% față de coloanele sale, iar pe un elevator asimetric poziționarea vehiculului se va face mai în spate, la un raport de 30-70% din lungime față de coloane.

#### Elevatoare 1 coloană
Capabile să lucreze cu o gamă foarte largă de vehicule, elevatoarele cu 1 coloană se numără printre cele mai versatile tipuri de elevatoare auto de pe piață. Acestea pot ridica atât motociclete, autoturisme și alte vehicule ușoare, cât și vehicule grele, precum camioane, TIR-uri, autocare sau autospeciale de tonaj ridicat.
Luate individual, elevatoarele cu 1 coloană au o capacitate de ridicare mai redusă decât alte tipuri de elevatoare, cum sunt, spre exemplu, elevatoarele cu 4 coloane, însă acestea pot fi grupate, crescând radical forța lor de ridicare. Astfel, model noi de elevatoare cu 1 coloană pot fi grupate câte 2, 4, 6 sau chiar 8, acestea operând în mod sincronizat pentru a ridica cele mai grele vehicule. De asemenea, elevatoarele cu 1 coloană sunt mobile, astfel că acestea pot fi poziționate acolo unde este nevoie de ele, simplificând astfel ridicarea unor vehicule lungi, cum sunt TIR-urile sau autocarele, dar și foarte scurte, cum sunt, spre exemplu, motostivuitoarele. 
Ca și în cazul elevatoarelor cu 2 coloane, elevatoarele cu 1 coloană utilizează brațe pentru ridicarea vehiculelor de la șasiu și sunt, de regulă folosite în grupuri de câte 2, 4, 6 sau chiar 8, după necesarul atelierului. Desigur, în cazul unor vehicule mai ușoare, de dimensiuni reduse, precum motocicletele de exemplu, acestea pot fi utilizate și individual. 

#### Elevatoare foarfecă sau elevatoare de vulcanizare
Cunoscute și drept elevatoare de vulcanizare, elevatoarele foarfecă reprezintă o altă variație din domeniul echipamentelor destinate ridicării de vehicule în scopul efectuării de intervenții de reparații, mentenanță sau inspecții. Spre deosebire de alte categorii de elevatoare, cele de tip foarfecă nu folosesc coloane pentru ridicarea vehiculelor, ci o structură încrucișată, care utilizează una sau două platforme pentru a ridica vehiculul de la șasiu, în funcție de model. 
Datorită felului în care sunt proiectate, atât înălțimea, cât și forța de ridicare a elevatoarelor foarfecă sunt limitate, acestea având o capacitate de până la 4500 - 5000 de kg și o înălțime de ridicare de până la 1900 mm. Cu toate acestea, elevatoarele foarfecă ocupă mult mai puțin spațiu în atelierul de reparații, acestea putându-se retrage la nivelul solului atunci când nu sunt utilizate. 
De asemenea, aceste elevatoare sunt mai ușor de utilizat, întrucât nu utilizează brațe sau alte elemente ce ar trebui poziționate înainte de ridicarea vehiculului, acesta putând fi condus direct deasupra elevatorului. Datorită modului lor de funcționare, elevatoarele foarfecă sunt foarte potrivite pentru atelierele de vulcanizare, întrucât acestea ridică vehiculul de la șasiu, lăsând roțile sale libere, însă ele pot fi utilizate cu succes și în cadrul intervențiilor de reparații. De asemenea, în funcție de marca și modelul lor, elevatoarele foarfecă pot fi fixe, ancorate în podea sau mobile, putând fi manevrate în atelier în funcție de necesitate. 

#### Elevatoare îngropate sau elevatoare pe cilindru
Cunoscute și drept elevatoare pe cilindru, elevatoarele îngropate sunt cele mai economice cu spațiul dintr-un atelier de reparații auto. Deși instalarea acestora poate fi mai dificilă decât în cazul altor modele de elevatoare, acestea pot fi foarte utile în atelierele cu un spațiu de lucru redus sau în showroom-uri și magazine de prezentare pentru automobile, unde este necesară instalarea mai multor elevatoare. 
După cum sugerează și denumirea lor, elevatoarele îngropate necesită „îngroparea” angrenajului de ridicare, acesta fiind instalat sub nivelul solului. Un elevator îngropat folosește un singur cilindru cu o platformă de ridicare instalată asupra acestuia pentru a ridica vehiculele de la șasiu și retrăgându-se apoi în podea atunci când nu este utilizat. Astfel, aceste elevatoare nu incomodează în niciun fel activitatea dintr-un atelier de reparații atunci când nu sunt utilizate, fiind mai economice cu spațiul, deși procesul lor de instalare este mai dificil decât în cazul altor tipuri de elevatoare auto. 
Fiecare tip de elevator prezintă numeroase variații în ceea ce privește greutatea pe care o poate ridica, precum și modul în care pot fi utilizate în munca din atelierul de reparații. Spre exemplu, elevatoarele foarfecă sau elevatoarele cu 1 coloană pot fi atât statice, fixate în podeaua atelierului, cât și mobile, putând fi manevrate în poziție în funcție de necesitate. De asemenea, anumite modele de elevatoare cu 4 coloane pot fi și ele fixe sau mobile, însă pentru mutarea lor este necesara utilizarea unor echipamente speciale.

#### Alte categorii de elevatoare
Pe lângă cele 5 categorii principale în care sunt împărțite de regulă, elevatoarele auto mai pot fi clasificate și în funcție de alte criterii, cum ar fi cel al modului lor de operare sau al scopului pe care sunt proiectate să-l atingă.

##### În funcție de modul lor de operare
În funcție de modul lor de operare, elevatoarele auto mai pot fi împărțite în 2 categorii importante și anume elevatoare hidraulice și elevatoare electromecanice, fiecare cu propriile caracteristici. 

###### Elevatoare auto hidraulice
Numărându-se printre cele mai răspândite modele de elevatoare auto, elevatoarele hidraulice operează pe baza principiului lui Pascal, folosind presiunea fluidului hidraulic pentru a transpune pistonului de acționare forța necesară pentru ridicarea vehiculului. Pistonul de acționare asupra căruia se exercită presiunea de admisie are o dimensiune mai mică în comparație cu pistonul executant, motiv pentru care presiunea generată este suficient de mare pentru a ridica un obiect foarte greu, cum este, spre exemplu, un vehicul. 
Sistemul hidraulic al unui astfel de elevator este compus dintr-o pompă și doi cilindri, acest angrenaj fiind responsabil pentru dezvoltarea forței necesare pentru ridicarea unui vehicul. Aceste elevatoare necesită fluid hidraulic pentru a putea opera, iar buna întreținere a acestui fluid, precum și a țevilor, furtunurilor, cilindrilor sau pistoanelor care îl găzduiesc este imperativă pentru ca elevatorul să poată funcția în parametri optimi. 
În consecință, se poate argumenta că, în ciuda prețului de regulă mai redus, a designului mai simplu și ușurinței operării, elevatoarele hidraulice necesită eforturi crescute de mentenanță, precum și o monitorizare atentă a fluidului hidraulic, care se poate deteriora în timp, lucru ce necesită înlocuirea sa. 

###### Elevatoare auto electromecanice
Elevatoarele electromecanice sunt elevatoare auto ce folosesc unul sau două motoare acționate electric pentru ridicarea vehiculelor plasate pe ele. Acestea nu necesită niciun fel de adjuvanți pentru executarea sarcinii de ridicare, ca în cazul elevatoarelor hidraulice, care necesită fluid hidraulic pentru exercitarea forței necesare ridicării unui vehicul.
În schimb, elevatoarele electromecanice se bazează în totalitate pe forța motorului electric, care preia greutatea vehiculului, ridicându-l pe acesta printr-o mișcare fluidă, lină și lipsită de sincope. În funcție de sarcina maximă pe care sunt proiectate s-o ridice, elevatoarele electromecanice pot fi echipate cu unul sau două motoare electrice.
Elevatoarele electromecanice au, în medie, un preț mai ridicat decât cele electromecanice însă datorită modului lor de operare, pot fi mai eficiente, necesită mai puține eforturi pentru mentenanță și sunt mai prietenoase cu mediul. 

##### În funcție de scopul proiectării lor
Majoritatea elevatoarelor auto de pe piață nu au decât un singur scop, acela fiind ridicarea și coborârea unui vehicul. Astfel, fie că vorbim de elevatoare cu 4 coloane, elevatoare foarfecă sau elevatoare cu 2 coloane, vorbim practic de același obiectiv și anume ridicarea vehiculelor la o înălțime potrivită pentru intervențiile de reparații, mentenanță sau inspecții.
Cu toate acestea, există și elevatoare proiectate nu doar pentru a ridica vehiculele, ci și pentru a efectua anumite intervenții specifice, care în absența lor ar fi mai dificile sau chiar imposibile. Acestea sunt:
- elevatoare pentru geometrie roți
- elevatoare pentru parcare
- standuri de redresare a caroseriei

###### Elevatoare pentru geometrie roți
Aceste elevatoare sunt proiectate pentru a servi atât la ridicarea vehiculelor, cât și pentru efectuarea intervențiilor de aliniere a direcției roților unui vehicul. Un lucru notabil legat de aceste elevatoare este faptul că înălțimea lor maximă de ridicare este, de regulă, mai mare decât în cazul elevatoarelor obișnuite. Cu ajutorul unor elevatoare pentru geometrie roți, munca de aliniere și reglajele la direcția unui automobil este mai ușoară, mai precisă și mai rapidă, acestea fiind echipamente specializate în acest sens. 

###### Elevatoare pentru parcare
Așa cum o sugerează și denumirea lor, elevatoarele pentru parcare sunt utilizate în scopul parcării și depozitării vehiculelor. Acestea sunt create pentru a economisi spațiu în atelierul de lucru, în special în perioadele aglomerate, cu un număr crescut de clienți. Elevatoarele pentru parcare sunt dotate cu una sau chiar două platforme pe care pot fi depozitate vehiculele ce urmează a fi reparate. Astfel, pe aceeași suprafață dintr-un atelier, un elevator pentru parcare poate depozita 2 sau chiar 3 vehicule simultan, eliberând astfel spațiul de lucru.

###### Standuri de redresare a caroseriei
Utilizate în mod special pentru intervențiile de reparații și mentenanță asupra caroseriei unui vehicul, standurile de redresare sunt o categorie aparte de elevatoare auto, dotate cu dispozitive de tragere, precum și o serie de sisteme de prindere, menite să ușureze munca tinichigiului. Standurile de redresare a caroseriei pot fi îngropate sau pot fi montate la suprafață, în funcție de necesitățile atelierului de tinichigerie în care sunt instalate. Acestea ridică vehiculul de la șasiu, astfel încât toate componentele caroseriei sunt accesibile pentru tinichigiul care execută intervențiile de reparații sau de mentenanță asupra vehiculului. 